# Coliseum Burgos
Das Coliseum Burgos ist eine Mehrzweckhalle in der spanischen Stadt Burgos in der Autonomen Gemeinschaft Kastilien und León. Es ist seit 2017 die Spielstätte des Basketballclubs San Pablo Burgos und bietet 9352 Plätze. Bis 2015 trug die Anlage den Namen Plaza de Toros de Burgos und dient hauptsächlich als Stierkampfarena. Die Veranstaltungshalle liegt im Sportkomplex der Stadt direkt neben dem Estadio Municipal de El Plantío, der Heimspielstätte des Fußballverein Burgos CF.

## Geschichte
Der Bau der Anlage begann am 18. Oktober 1966. Acht Monate später konnte die Einweihung am 18. Juni 1967 gefeiert werden. Sie bot 12.277 Plätze und die Baukosten lagen bei 27.296.037,79 Pts. 2013 kündigte Bürgermeister Javier Lacalle den geplanten Bau einer neuen Mehrzweckarena an. Aufgrund hoher Kosten wurde dieses Vorhaben verworfen und die Renovierung des Coliseums mit Überdachung beschlossen. Am 27. Juni 2015 fand der erste Stierkampf in der modernisierten und ausverkauften Arena statt.
Im Sommer 2017 musste das Coliseum den Vorgaben der höchsten spanischen Spielklasse, der Liga ACB, angepasst werden, nachdem San Pablo Burgos aufgestiegen war. Seine erste Partie trug San Pablo Burgos am 1. Oktober des Jahres gegen Iberostar Tenerife (65:81) aus.
Am 26. November 2017 trafen im Coliseum die Basketballnationalmannschaften der Männer von Spanien und des amtierenden Europameisters Slowenien (92:84), im Rahmen der Qualifikation zur Basketball-Weltmeisterschaft 2019, aufeinander.

## Galerie

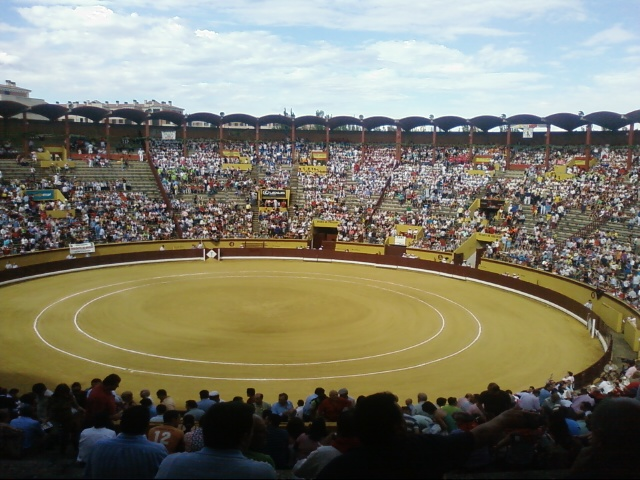
Die Plaza de Toros de Burgos im Juni 2009
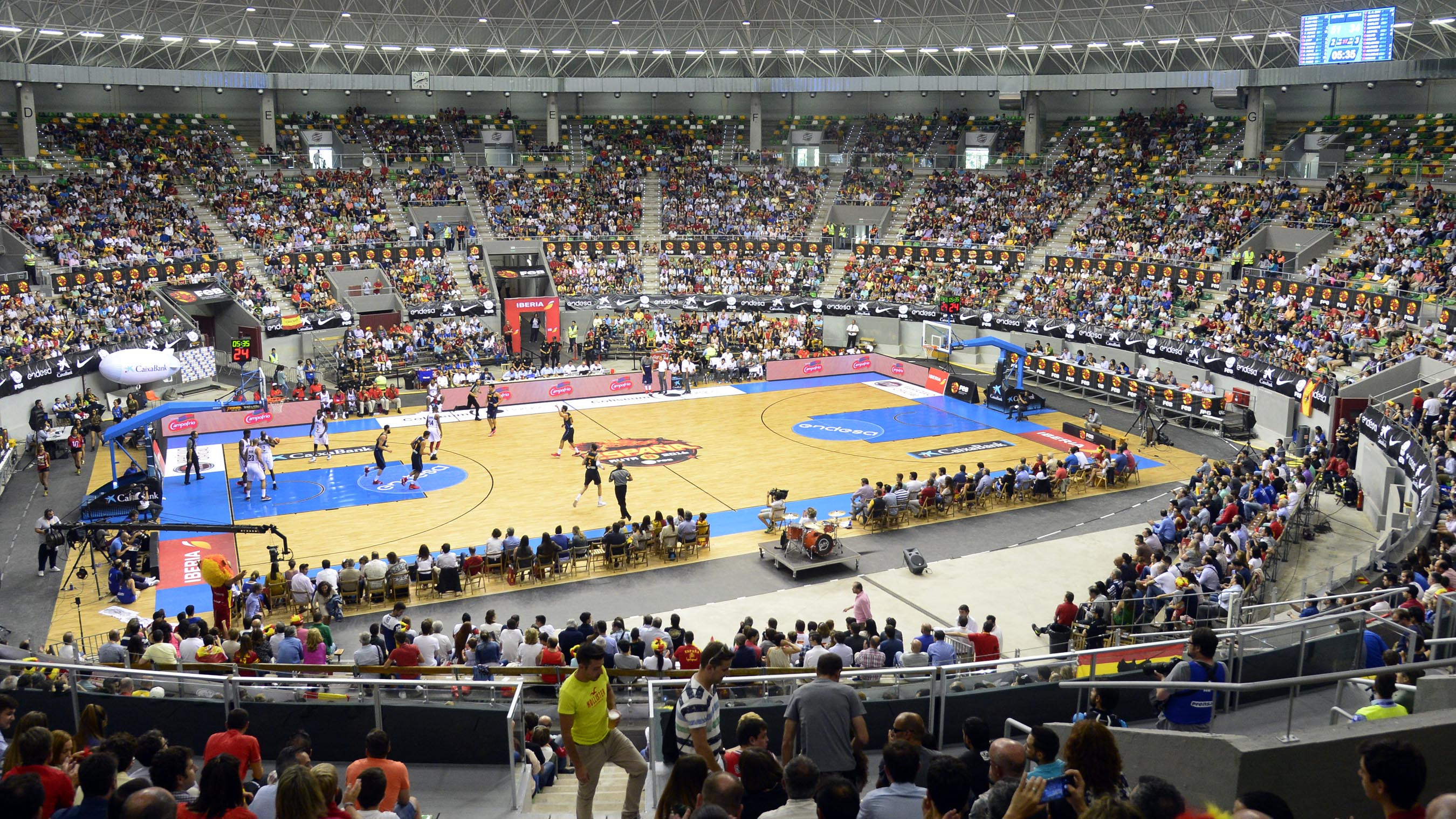
Basketballspiel im Coliseum Burgos im Juli 2016